# Stelis kefersteiniana
Stelis kefersteiniana es una especie de orquídea epifita originaria de Sudamérica donde se distribuye por Venezuela, Bolivia, Colombia, Ecuador y Perú. 

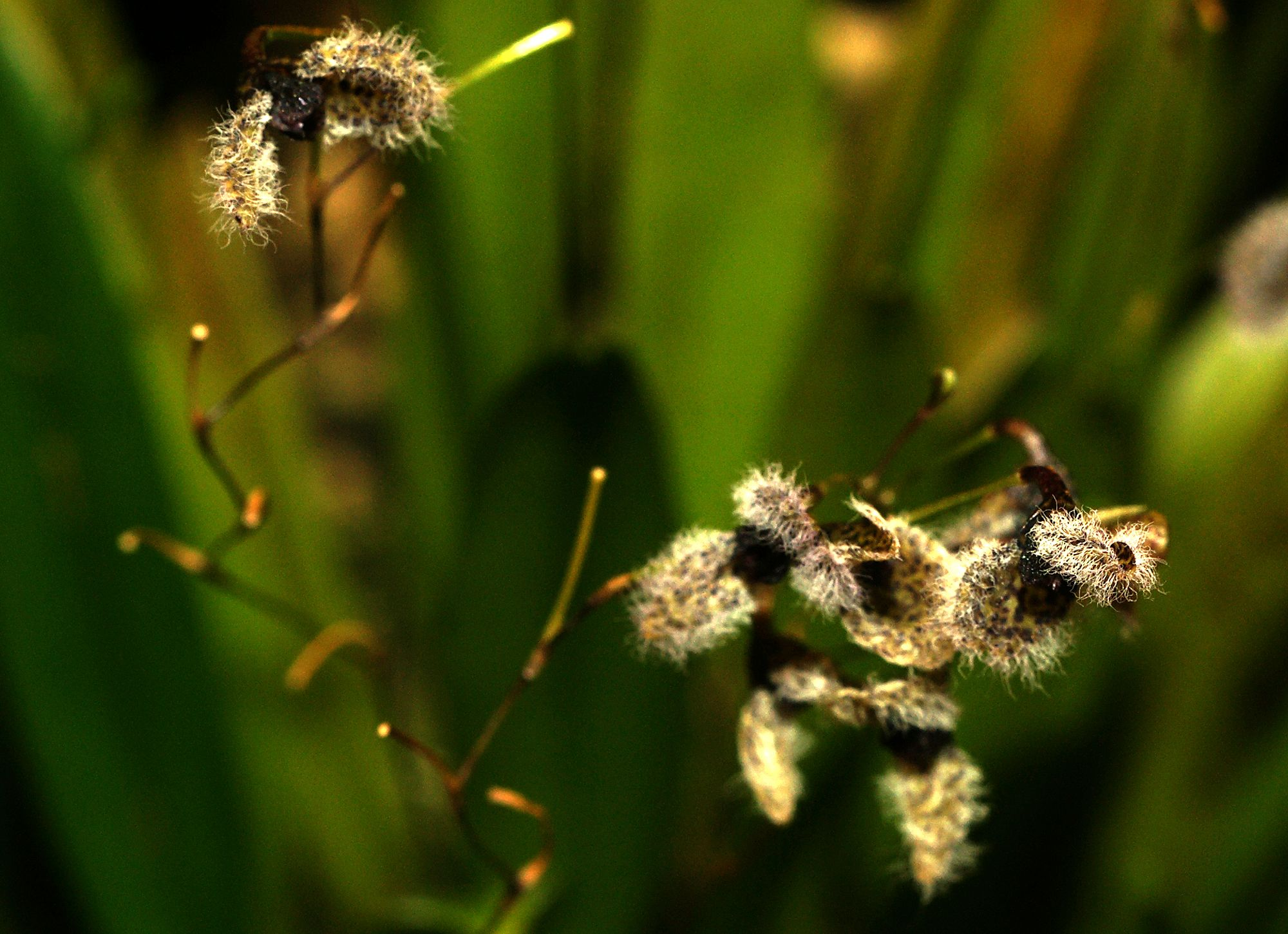
Detalle

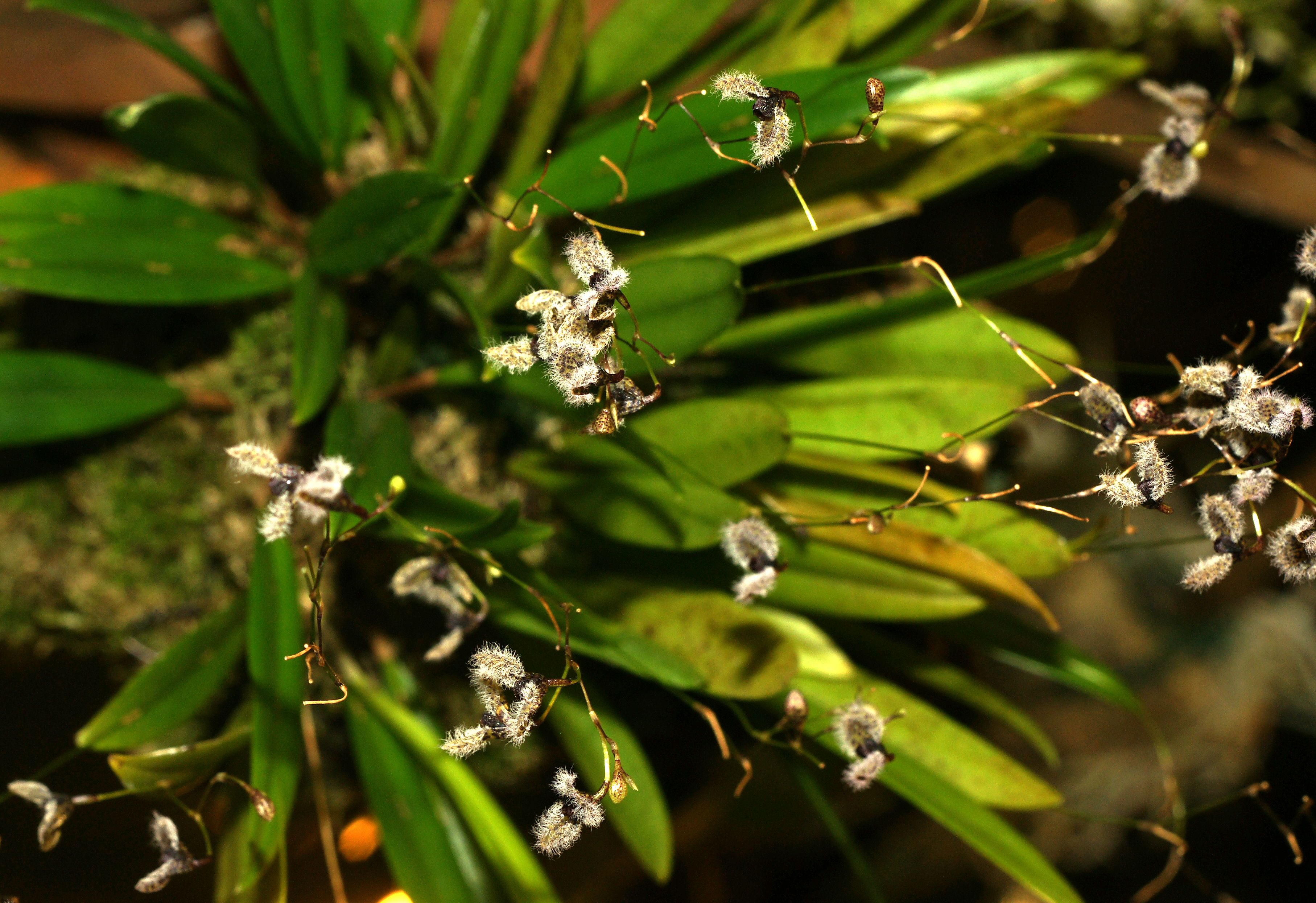
Vista de la planta

## Descripción
Es una orquídea de pequeño tamaño con hábitos de epífita con un ramicaule erecto, envuelto basalmente por varias vainas escariosas que dan lugar a una sola hoja, estrechamente elíptica, aguda, con estrechamiento abajo en la base peciolada y conduplicada. Florece en el otoño en una inflorescencia de 17 cm  de largo, flexuosa, que aparece en la parte baja en el ramicaule, con varias flores sucesivamente muy por encima de las hojas.

## Distribución y hábitat
Se encuentra en Venezuela, Colombia, Ecuador, Perú y Bolivia en los bosques montanos húmedos en elevaciones de 350 a 1900 metros.

## Taxonomía
Stelis kefersteiniana fue descrita por (Rchb.f.) Pridgeon & M.W.Chase y publicado en Lindleyana 17(2): 99. 2002.
Sinonimia
- Effusiella flexuosa (Poepp. & Endl.) Luer
- Humboltia flexuosa (Poepp. & Endl.) Kuntze
- Humboltia kefersteiniana (Rchb.f.) Kuntze
- Pleurothallis elachopus Rchb.f.
- Pleurothallis flexuosa (Poepp. & Endl.) Lindl.
- Pleurothallis kefersteiniana Rchb.f.
- Pleurothallis remotiflora C.Schweinf.
- Specklinia flexuosa Poepp. & Endl.
- Stelis flexuosa (Poepp. & Endl.) Pridgeon & M.W.Chase
- Stelis tolimensis Schltr.[3][4]